# Тикан

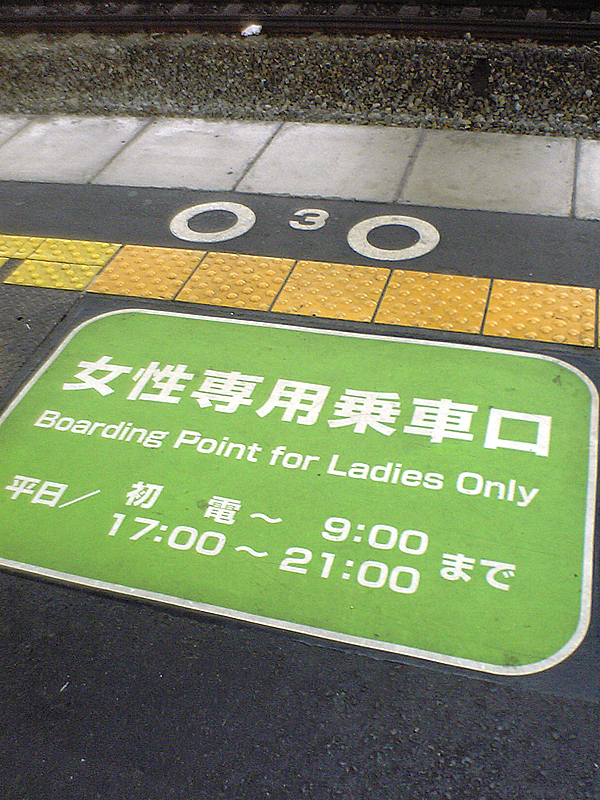
Знак на платформе станции, указывающий на то, что в данном месте платформы останавливется вагон, предназначенный только для женщин

Тикан (яп. 痴漢, チカン, ちかん «развратник») — термин, используемый в Японии для обозначения фроттеризма, разновидности сексуального домогательства, когда некто ощупывает находящихся рядом людей для получения сексуального удовольствия. Обычно домогательства такого рода происходят в общественных местах, например в переполненном транспорте. Мужчина, совершивший подобное преступление, называется тикан, а женщина — тидзё (яп. 痴女 грязная женщина). Наиболее популярным и удобным местом для совершения данного преступления считается общественный транспорт. Приставаниям в общественном транспорте, согласно результатам исследований, проведённым в начале 1990-х, подвергались 95 % женщин, пользовавшихся метро; в 1997 году — 79 %, в 2000 году — 48,7 % (подверглись приставанию в метро или на улице). В связи с этим на японских дорогах появился общественный транспорт «только для женщин», который ездит в час пик. Традиционно, в суде довольно мягко наказывали за тикан, но в последнее время были приняты меры по существенному ужесточению наказания.

## Известные случаи
- Известный японский экономист Кадзухидэ Уэкуса был обвинён в совершении тикана в октябре 2006 года[11]. Помимо этого, он неоднократно обвинялся в других подобных преступлениях.
- В середине 2009 года по обвинению в тикане был арестован гитарист популярной японской рок-группы One Ok Rock Александр Рэимон Онидзава (яп. 鬼澤 アレクサンダー礼門 Онидзава Арэкусанда: Рэимон)[12][13]. Он признал свою вину и покинул группу, не желая подрывать её имидж и негативно влиять на карьеру других участников[14].

## Название
Слово 痴漢 (тикан) происходит от китайского 痴漢 (чихань) «дурак», буквально «глупый мужчина».
Сочетание 痴女 (чинюй) означает по-китайски «глупая женщина», «дура», но как отдельное понятие оно образовано уже в японском языке по аналогии и читается как тидзё:.